# Rusko na Letních olympijských hrách 1996
Rusko na Letních olympijských hrách 1996 v Atlantě reprezentovalo 391 sportovců, z toho 232 mužů a 159 žen. Nejmladším účastníkem byla Anna Kurnikovová (15 let, 47 dní), nejstarší pak Alexandr Lukjanov (46 let, 338 dní) . Reprezentanti vybojovali 63 medailí, z toho 26 zlatých, 21 stříbrných a 16 bronzových.

## Medailisté
| Medaile | Jméno | Sport                | Disciplína                          |
| ------- | --- | -------------------- | ----------------------------------- |
| Zlato   | Světlana Mastěrkovová | Atletika             | Ženy běh na 800 m                   |
| Zlato   | Světlana Mastěrkovová | Atletika             | Ženy běh na 1 500 m                 |
| Zlato   | Jelena Nikolajevová | Atletika             | Ženy chůze na 10 km                 |
| Zlato   | Oleg Saitov | Box                  | Muži velterová váha (do 67 kg)      |
| Zlato   | Zulfija Zabirovová | Cyklistika           | Ženy časovka                        |
| Zlato   | Dmitrij Sautin | Skoky do vody        | Muži věž 10 m                       |
| Zlato   | Alexandr Beketov | Šerm                 | Muži kord jednotlivci               |
| Zlato   | Stanislav Pozdňakov | Šerm                 | Muži šavle jednotlivci              |
| Zlato   | Ilgar Mamedov Vladislav Pavlovič Dmitrij Ševčenko | Šerm                 | Družstvo mužů                       |
| Zlato   | Grigorij Kirijenko Stanislav Pozdňakov Sergej Šarikov | Šerm                 | Družstvo mužů                       |
| Zlato   | Alexej Němov | Sportovní gymnastika | Muži přeskok                        |
| Zlato   | Sergej Charkov Nikolaj Krjukov Alexej Němov Jevgenij Podgornyj Dmitrij Truš Dmitrij Vasilenko Alexej Voropajev                                                            | Sportovní gymnastika | Družstvo mužů víceboj               |
| Zlato   | Světlana Chorkinová | Sportovní gymnastika | Ženy bradla                         |
| Zlato   | Artěm Chadžibekov | Sportovní střelba    | Muži 10 m vzduchová puška           |
| Zlato   | Boris Kokorev | Sportovní střelba    | Muži 50 m pistole                   |
| Zlato   | Olga Klochněvová | Sportovní střelba    | Ženy 10 m vzduchová pistole         |
| Zlato   | Denis Pankratov | Plavání              | Muži 100 m motýlek                  |
| Zlato   | Denis Pankratov | Plavání              | Muži 200 m motýlek                  |
| Zlato   | Alexandr Popov | Plavání              | Muži 50 m volný styl                |
| Zlato   | Alexandr Popov | Plavání              | Muži 100 m volný styl               |
| Zlato   | Alexej Petrov | Vzpírání             | Muži do 91 kg                       |
| Zlato   | Andrej Čemerkin | Vzpírání             | Muži nad 108 kg                     |
| Zlato   | Vadim Bogijev | Zápas                | Muži volný styl do 68 kg            |
| Zlato   | Buvajsar Sajtijev | Zápas                | Muži volný styl do 74 kg            |
| Zlato   | Chadžimurad Magomedov | Zápas                | Muži volný styl do 82 kg            |
| Zlato   | Alexandr Karelin | Zápas                | Muži řecko-římský do 130 kg         |
| Stříbro | Ilja Markov | Atletika             | Muži chůze na 20 km                 |
| Stříbro | Michail Ščennikov | Atletika             | Muži chůze na 50 km                 |
| Stříbro | Igor Tranděnkov | Atletika             | Muži skok o tyči                    |
| Stříbro | Inna Lasovská | Atletika             | Ženy trojskok                       |
| Stříbro | Natalja Sadovová | Atletika             | Ženy hod diskem                     |
| Stříbro | Valentina Jegorovová | Atletika             | Ženy maraton                        |
| Stříbro | Eduard Gricun Nikolaj Kuzněcov Alexej Markov Anton Šantyr | Cyklistika           | Družstvo mužů stíhací závod         |
| Stříbro | Irina Lašková | Skoky do vody        | Ženy 3 m prkno                      |
| Stříbro | Sergej Šarikov | Šerm                 | Muži šavle jednotlivci              |
| Stříbro | Alexandr Beketov Pavel Kolobkov Valerij Zacharevič | Šerm                 | Družstvo mužů                       |
| Stříbro | Alexej Němov | Sportovní gymnastika | Muži víceboj                        |
| Stříbro | Jelena Dolgopolovová Rozalija Galijevová Jelena Groševová Světlana Chorkinová Dina Kočetkovová Jevgenija Kuzněcovová Oksana Ljapinová                                     | Sportovní gymnastika | Družstvo žen víceboj                |
| Stříbro | Janina Batyršinová | Moderní gymnastika   | Ženy víceboj                        |
| Stříbro | Eduard Zenovka | Moderní pětiboj      | Muži jednotlivci                    |
| Stříbro | Dmitrij Šabanov Georgij Šajduko Igor Skalin | jachting             | Třída Soling                        |
| Stříbro | Irina Gerasimjonoková | Sportovní střelba    | Ženy 50 m puška 3 pozice            |
| Stříbro | Marina Logviněnková | Sportovní střelba    | Ženy 10 m vzduchová pistole         |
| Stříbro | Denis Pimankov Alexandr Popov Vladimír Predkin Vladimír Pyšněnko Konstantin Uškov Roman Jegorov                                                                           | Plavání              | Muži štafeta 4×100 m volný styl     |
| Stříbro | Roman Ivanovskij Vladislav Kulikov Stanislav Lopuchov Denis Pankratov Alexandr Popov Vladimír Selkov Roman Jegorov                                                        | Plavání              | Muži štafeta 4×100 m polohový závod |
| Stříbro | Sergej Syrcov | Vzpírání             | Muži do 108 kg                      |
| Stříbro | Macharbek Chadarcev | Zápas                | Muži volný styl do 90 kg            |
| Bronz   | Irina Chudoroškinová | Atletika             | Ženy vrh koulí                      |
| Bronz   | Albert Pakejev | Box                  | Muži muší váha (do 51 kg)           |
| Bronz   | Raimkul Malachbekov | Box                  | Muži bantamová váha (do 54 kg)      |
| Bronz   | Alexej Lezin | Box                  | Muži supertěžká váha (nad 91 kg)    |
| Bronz   | Oleg Gorobij Anatolij Tiščenko Georgij Cybulnikov Sergej Verlin | Kanoistika           | Muži K-4 1000 m                     |
| Bronz   | Karina Aznavurjanová Julija Garajevová Marija Mazinová | Šerm                 | Družstvo žen                        |
| Bronz   | Alexej Němov | Sportovní gymnastika | Muži prostná                        |
| Bronz   | Alexej Němov | Sportovní gymnastika | Muži kůň našíř                      |
| Bronz   | Alexej Němov | Sportovní gymnastika | Muži hrazda                         |
| Bronz   | Jevgenija Bočkarjovová Irina Dzjubová Julija Ivanovová Jelena Krivošejová Olga Štyrenková Angelina Juškovová                                                              | Moderní gymnastika   | Družstvo žen víceboj                |
| Bronz   | Nikolaj Aksjonov Anton Čermašencev Andrej Gluchov Alexandr Lukjanov Sergej Matvejev Pavel Melnikov Roman Mončenko Dmitrij Rozinkevič Vladimír Sokolov Vladimír Volodenkov | Veslování            | Muži osmiveslice                    |
| Bronz   | Marina Logviněnková | Sportovní střelba    | Ženy 25 m pistole                   |
| Bronz   | Andrej Kornějev | Plavání              | Muži 200 m prsa                     |
| Bronz   | Vladislav Kulikov | Plavání              | Muži 100 m motýlek                  |
| Bronz   | Zafar Gulijev | Zápas                | Muži řecko-římský do 48 kg          |
| Bronz   | Alexandr Treťjakov | Zápas                | Muži řecko-římský do 68 kg          |